# 28-as busz (Kecskemét)
A kecskeméti 28-as jelzésű autóbusz a Széchenyi tér és a Szeleifalu között közlekedik. A viszonylatot a Kecskeméti Közlekedési Központ megrendelésére az Inter Tan-Ker Zrt. üzemelteti.

## Története
A 28-as autóbusz egyike Kecskemét két, a belvárost Szeleifalu városrésszel összekötő autóbuszjáratának, a 6-os buszjárattal egyetemben. A két járat útvonala a Széchenyi tér - Kiskörút - Batthyány utca - Árpád körút - Küküllő utca szakaszon, a kiskőrösi úti kettős vasúti átjáróig megegyezik, itt azonban a 6-ossal ellentétben nem óramutató járása szerint ír le hurkot a járat vonala, hanem azzal ellentétben lekanyarodik a Wéber Ede útra, Szeleifalu városrészt pedig nem csak érintőlegesen a Könyves Kálmán körúton érinti, hanem betér a belső részére a Mérleg utcán és a külső Kiskőrösi úton át, majd Kecskemét belterületének határán, a Hírös Lovardánál visszafordulva a Kiskőrösi úton tér vissza a kettős vasúti átjáróhoz.

## Útvonala
| Széchenyi tér ► Szeleifalu ► Széchenyi tér |
| --- |
| Széchenyi tér vá. – Szilády Károly utca – Kölcsey utca – Dobó István körút – Batthyány utca – Árpád körút – Küküllő utca – Kiskőrösi út – Korhánközi út – Könyves Kálmán körút – Wéber Ede utca – Mérleg utca – Kiskőrösi út – Lovarda, forduló – Kiskőrösi út – Küküllő utca – Árpád körút – Batthyány utca – Katona József tér – Csányi János körút – Koháry István körút – Hornyik János körút – Széchenyi tér vá. |

## Megállóhelyei
| 0  | Széchenyi tér induló végállomás | |
| 2  | Dobó körút                      | 1, 2, 2A, 2D, 2S, 4, 4A, 4C, 6, 7, 7C, 11, 11A, 13, 13D, 13K, 15, 19, 32 Helyközi buszok                                        |
| 4  | Rávágy tér                      | 2, 2A, 2D, 2S, 6, 14D, 21, 32 Helyközi buszok                                                                                   |
| 5  | Rákóczi iskola                  | 6, 14D, 21 |
| 6  | Béke iskola                     | 6 |
| 7  | Inkubátorház                    | 6 Helyközi buszok |
| 9  | Wéber Ede utca                  | 6 Helyközi buszok |
| 11 | Kisdobos utca                   | 1D, 6, 15D Helyközi buszok |
| 12 | Róna utca                       | 1D |
| 13 | Bíró Lajos utca                 | 1D |
| 14 | Mérleg utca                     | 1D |
| 15 | Alsószéktó 205.                 | |
| 16 | Alsószéktó 245.                 | |
| 18 | Kiskőrösi úti lovasiskola       | |
| 19 | Alsószéktó 245.                 | |
| 20 | Alsószéktó 205.                 | |
| 21 | Műszaki vizsgabázis             | 6 |
| 22 | Univer Coop                     | 6 |
| 23 | MÉH-telep                       | 6 |
| 24 | Inkubátorház                    | 6 Helyközi buszok |
| 25 | Béke iskola                     | 6 |
| 26 | Rákóczi iskola                  | 6, 14D, 21 |
| 28 | Rávágy tér                      | 2, 2A, 2D, 2S, 6, 14D, 21, 32 Helyközi buszok                                                                                   |
| 30 | Katona József Színház           | 1, 2, 2A, 2D, 2S, 3, 3A, 4, 4A, 4C, 6, 7, 7C, 11, 11A, 12, 13, 13K, 15, 18, 19, 20H, 23, 23A, 32 Helyközi buszok                |
| 33 | Széchenyi tér érkező végállomás | 2, 2A, 2D, 2S, 3, 3A, 4, 4A, 4C, 5, 6, 7, 7C, 9, 10, 11, 11A, 12, 13, 13D, 13K, 14, 16, 18, 20, 20H, 23, 23A, 29, 34A, 169, 916 |